# Biblioteka Myśli Socjalistycznej

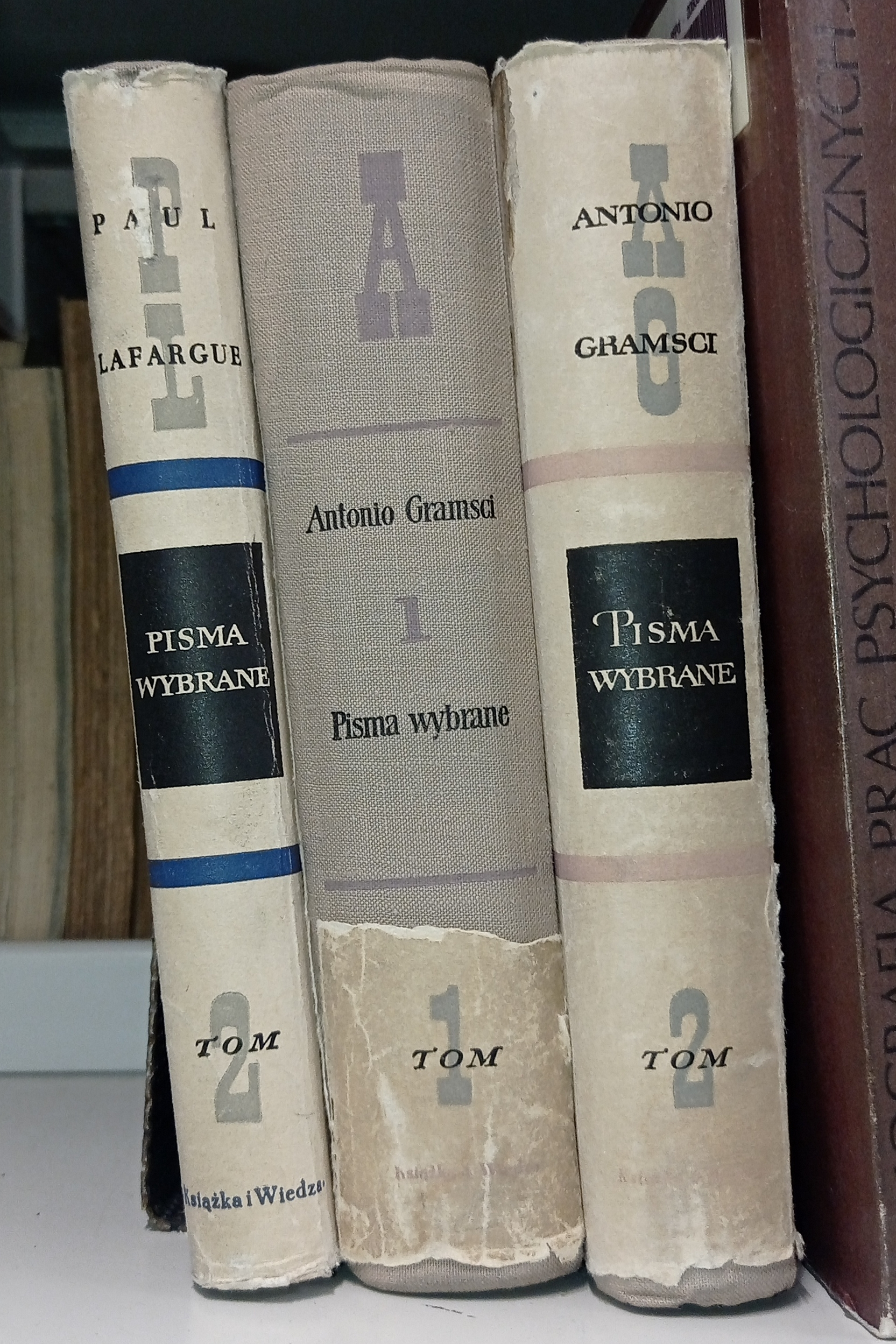
Grzbiety trzech książek z serii

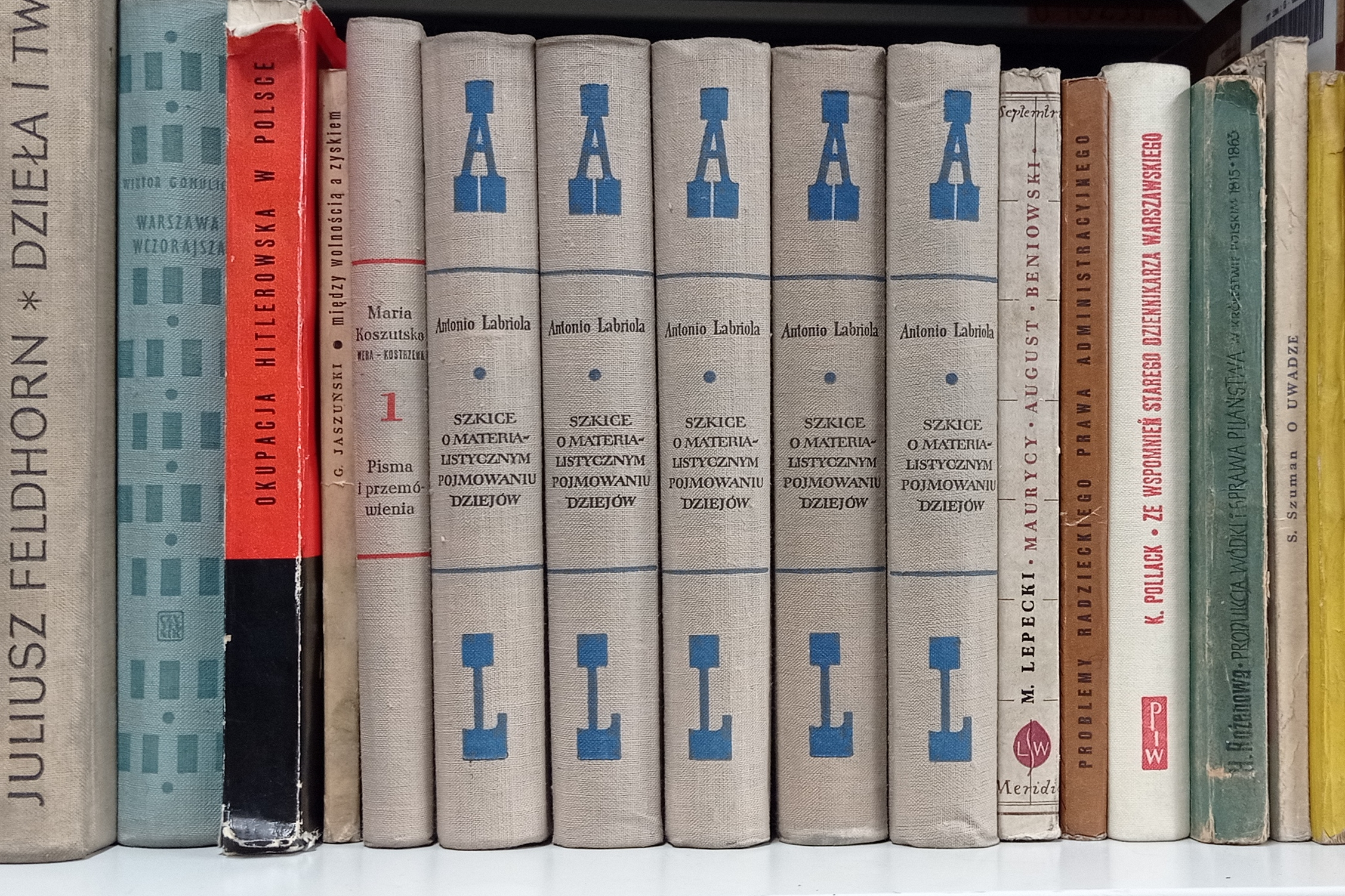
Kilka egzemplarzy książek z serii bez obwolut

Biblioteka Myśli Socjalistycznej – seria wydawnicza zainicjowana w 1958 przez wydawnictwo Książka i Wiedza, w ramach której publikowano przekłady dzieł z dziedziny myśli socjalistycznej (socjalizmu utopijnego oraz socjalizmu naukowego), a także zbiory tekstów polskich autorów.

## Wydane tomy
1. Stanisław Krusiński, Pisma zebrane (1958);
2. Róża Luksemburg, Wybór pism, 2 tomy (1959);
3. Joseph Dietzgen, Wybrane pisma filozoficzne (1960);
4. Franciszek Mehring, Legenda o Lessingu (1960);
5. Antonio Gramsci, Pisma wybrane, 2 tomy (1961);
6. Amand Bazard i Barthélemy Prosper Enfantin, Doktryna Saint-Simona. Wykłady. Rok pierwszy, 1829 (1961);
7. Antonio Labriola, Szkice o materialistycznym pojmowaniu dziejów (1961);
8. Paul Lafargue, Pisma wybrane, 2 tomy (1961);
9. Kazimierz Kelles-Krauz, Pisma wybrane, 2 tomy (1962);
10. Pierwsze pokolenie marksistów polskich. Wybór pism i materiałów źródłowych z lat 1878-1886, 2 tomy (1962);
11. Antonio Labriola, Pisma filozoficzne i polityczne, 2 tomy (1962–1963);
12. Karol Kautsky, Materialistyczne pojmowanie dziejów, 2 tomy [4 woluminy] (1963);
13. Franciszek Mehring, Historia socjaldemokracji niemieckiej, 4 tomy (1963–1965);
14. Moses Hess, Pisma filozoficzne 1841-1850 (1963);
15. Anatol Łunaczarski, Pisma wybrane, 3 tomy (1963–1969);
16. Filozofia społeczna narodnictwa rosyjskiego. Wybór pism, 2 tomy (1965);
17. Michaił Bakunin, Pisma wybrane, 2 tomy (1965);
18. Antonio Labriola, Korespondencja (1966);
19. Jerzy Plechanow, Historia rosyjskiej myśli społecznej (wybór), 3 tomy (1967);
20. Dom Deschamps, Prawdziwy system (1967);
21. Róża Luksemburg, Listy do Leona Jogichesa-Tyszki, 3 tomy (1968–1971);
22. Henri de Saint-Simon, Pisma wybrane, 2 tomy (1968);
23. Wilhelm Weitling, Gwarancje harmonii i wolności (1968);
24. Félicité-Robert de Lamennais, Wybór pism (1970);
25. Jean Jaurès, Wybór pism (1970);
26. Ludwik Królikowski, Wybór pism (1972);
27. Pierre-Joseph Proudhon, Wybór pism, 2 tomy (1974);
28. Louis Auguste Blanqui, Wybór pism (1975);
29. Alexandre Théodore Dézamy, Kodeks wspólnoty (1977).